# Argyrotheca jacksoni
Argyrotheca jacksoni är en armfotingsart som beskrevs av Cooper 1973. Argyrotheca jacksoni ingår i släktet Argyrotheca och familjen Megathyrididae. Inga underarter finns listade i Catalogue of Life.